# Os Inconfidentes
Os inconfidentes é uma co-produção brasileira e italiana de 1972, do gênero drama histórico, dirigida por Joaquim Pedro de Andrade. Em novembro de 2015 o filme entrou na lista feita pela Associação Brasileira de Críticos de Cinema (Abraccine) dos 100 melhores filmes brasileiros de todos os tempos.

## Sinopse
O filme é uma versão cinematográfica da Inconfidência Mineira, de seu início até o degredo dos inconfidentes e a execução de Tiradentes.

## Elenco
- José Wilker .... Tiradentes
- Luiz Linhares .... Tomás Antônio Gonzaga
- Paulo César Peréio .... Alvarenga Peixoto
- Fernando Torres .... Cláudio Manuel da Costa
- Carlos Kroeber .... tte-cel. Francisco de Paula Freire de Andrade
- Nelson Dantas .... côn. Luís Vieira da Silva
- Margarida Rey .... rainha Maria I de Portugal
- Susana Gonçalves .... Marília de Dirceu
- Carlos Gregório .... José Álvares Maciel
- Wilson Grey .... Joaquim Silvério dos Reis
- Fábio Sabag .... Visconde de Barbacena

## Principais prêmios e indicações
Troféu APCA 1973 (Brasil)
- Venceu na categoria de Melhor Filme.

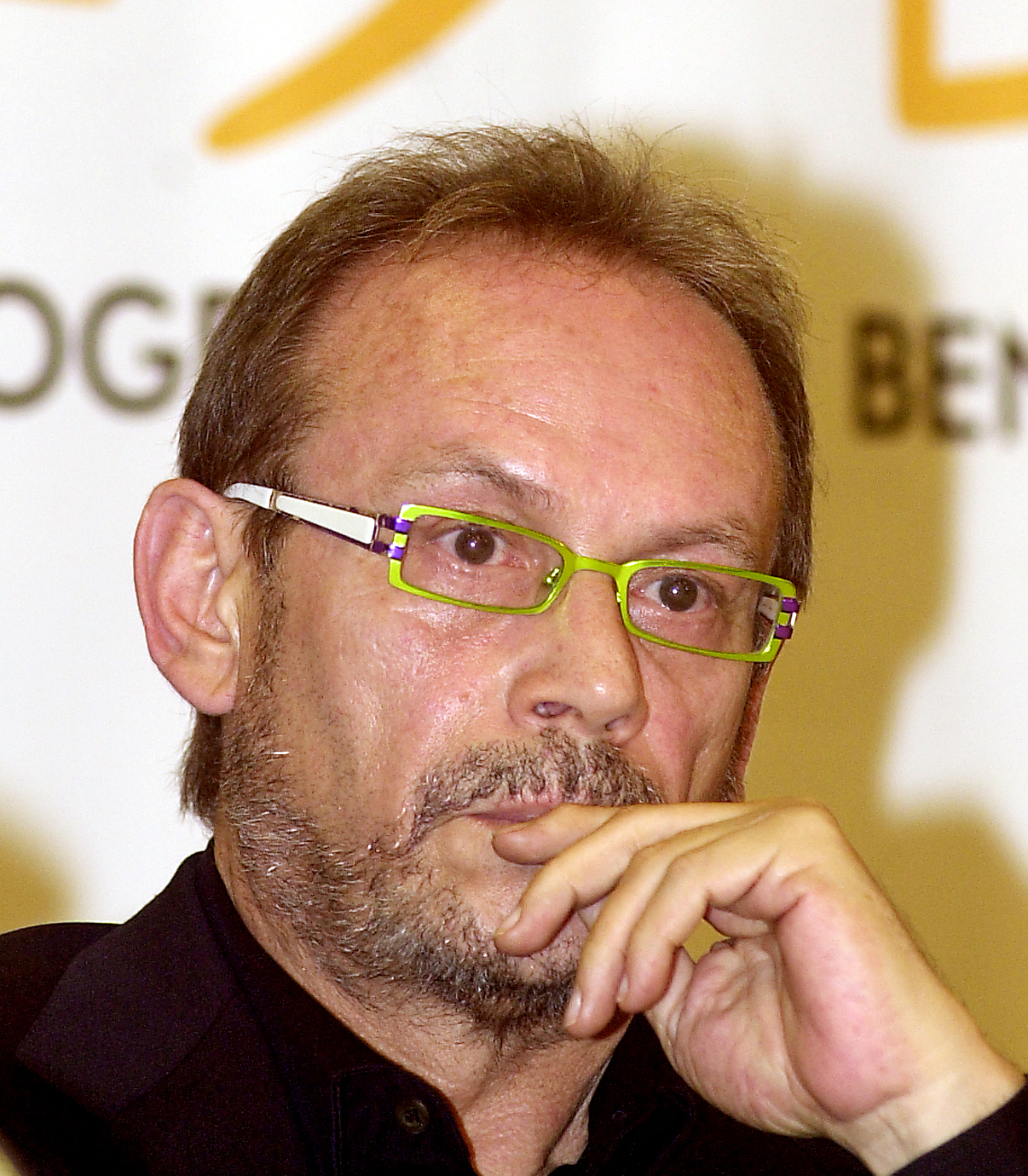
José Wilker, o intérprete do personagem Tiradentes

[carece de fontes?]

## Produção
Os inconfidentes é um contraponto a outro filme do mesmo ano, Independência ou morte, que celebrava os 150 anos da independência do Brasil de forma heróica e ufanista. Os inconfidentes, ao contrário, mostrando a mão de ferro da Coroa portuguesa, é uma metáfora do regime autoritário da ditadura militar. Os roteiristas construíram diálogos que se inseriam no contexto da falta de liberdade do período militar. Para que o filme não fosse proibido, o diretor concordou em inserir propaganda pró-governo, e o que ficou foi um apêndice sarcástico e irônico (ao fundo, Aquarela do Brasil, de Ari Barroso), com o qual conseguiu exibir o filme. Fernando Torres voltou a repetir o papel do poeta Cláudio Manuel da Costa, que já vivera na telenovela Dez vidas, na TV Excelsior. Os inconfidentes foi filmado em Ouro Preto, Minas Gerais. O filme é baseado no livro Autos da devassa, compilação dos documentos levantados nos processos contra os inconfidentes, e em O romanceiro da Inconfidência, de Cecília Meireles. Além de Aquarela do Brasil, o filme apresenta a canção Farolito, de Agustín Lara, com João Gilberto.[carece de fontes?]